# Stazione di Paravur
La stazione di Paravur (in malayalam പരവൂർ റെയിൽവേ സ്റ്റേഷൻ), è una stazione ferroviaria situata nella città di Paravur in Distretto di Kollam del Kerala. La stazione si trova sulla linea ferroviaria Kollam-Thiruvananthapuram ad una distanza di 16,9 km dalla città di Kollam.